# El taxi
El taxi is een Spaanstalige single van de Amerikaanse rapper Pitbull uit 2015, in samenwerking met de Cubaanse rapper/zanger Osmani Garcia en de Dominicaanse rapper Sensato, en heruitgeven in 2016. Het is de derde single van zijn negende studioalbum Dale. Het nummer bevat een sample uit Murder She Wrote van Chaka Demus & Pliers, zoals op de credits vermeld staan. 
"El taxi" gaat over een man die allerlei avonturen beleeft met zijn geliefde in een taxi. Het nummer flopte in Pitbulls thuisland de Verenigde Staten, maar werd wel een hit in Wallonië, Frankrijk, Spanje en Italië. In Nederland deed de plaat niets in de hitlijsten, terwijl het in Vlaanderen slechts reikte tot de Tipparade.

## Tracklijst
- Muziekdownload

1. "El taxi" (radioversie) - 4:00
2. "El taxi" - 5:24